# Antoine Vallot
Pour les articles homonymes, voir Vallot.
Antoine Vallot est un médecin français, né à Arles en 1594 ou 1595 et est mort le 9 août 1671 au Jardin Royal à Paris. Il a été Premier médecin ou Archiâtre du roi Louis XIV. 
Antoine Vallot avait succédé à François Vautier, ou Vaultier, comme premier médecin du roi. Antoine d'Aquin lui succéda en 1672, après huit mois d'intrigues.

## Biographie

### Médecin à Paris
Vallot était docteur de la Faculté de médecine de Montpellier. Très actif et hardi dans la pratique de la médecine, il vint s'établir à Paris et fut rapidement un médecin recherché des grands personnages de l'époque.
Quand François Vautier (ou Vaultier), né lui aussi à Arles et médecin de Mazarin, sortit de la Bastille, Vallot se lia d'amitié avec lui. Grâce à Vautier, Vallot devint le médecin de la reine Anne d'Autriche.
Ce qui marque le début de sa carrière auprès du roi Louis XIV est le traitement de la maladie (la petite vérole) qu'il eut en 1647. Vautier, alors premier médecin du roi, l'appela en consultation. Il imposa ses traitements contre les avis des autres médecins et réussit à guérir le roi. Il fut alors considéré comme le plus habile médecin de la cour.
Quand Vautier (ou Vaultier) mourut le 4 juillet 1652, il fut nommé pour le remplacer dans la charge de premier médecin du roi.

### Premier médecin du roi
Vallot raconte dans le Journal de la santé du roi sa nomination comme premier médecin du roi : « Le dimanche, huitième de juillet, mil six cent cinquante deux, le roi étant à Saint-Denis avec son armée m'a fait la grâce, après la mort de M. Vaultier, de me recevoir en la charge de premier médecin, m'ayant fait appeler deux jours auparavant de Paris, pour servir sa Majesté en cette dignité. Mes lettres furent expédiées le huit du même mois, et le lendemain j'ai prêté serment de fidélité entre les mains de Sa dite Majesté, avec protestation d'employer toutes les lumières que Dieu m'a données, toutes les expériences que je me suis acquises par un long travail et une continuelle application à la médecine l'espace de vingt-huit ans, et ma propre vie pour la conservation d'une vie si précieuse. Ayant reçu cet honneur par la grâce de Dieu, par le choix et agrément de Leurs Majestés, et par l'entremise de Monseigneur le cardinal de Mazarin, qui leur a représenté la réputation que je m'étais acquise en ma profession et les bons et agréables services que j'avais si utilement rendus au roi au traitement de sa petite vérole, en l'année mil six cent quarante sept. Je me suis entièrement consacré à la connaissance du tempérament et des inclinations particulières du roi, ayant pris une forte et utile résolution m'employer tous les moments de ma vie pour me rendre capable de prévenir tous les accidents dont il pourrait être menacé ».
Gui Patin a accusé Antoine Vallot d'avoir obtenu cette nomination en payant 3 000 livres au cardinal Mazarin.
Le 19 juillet 1652, Lettres patentes de Louis XIV faisant don d'une somme de 12 000 livres de pension annuelle à son premier médecin à prendre sur l'Épargne.
De cette date, Vallot ne cessa d'entourer le roi de ses soins attentifs et minutieux.
Il reçoit le 31 mars 1654 des Lettres de provisions de la charge de surintendant général des Bains, Fontaines et Eaux minérales et médicinales accordées par Louis XIV.
Le 30 avril 1654, Antoine Vallot reçoit les Lettres patentes de Louis XIV confirmant les édits et déclarations faits en faveur des Premiers médecins ses prédécesseurs, portant pouvoir pour ceux-ci de commettre un ou deux chirurgiens en chaque ville du royaume pour faire les rapports sur les corps morts, blessés, mutilés, noyés ou prisonniers. Il reçoit le même jour le droit de nommer un ou plusieurs médecins pour visiter les boutiques des apothicaires, droit accordé aux Premiers médecins du Roi par édits de Louis XIII d'avril 1617, janvier, février et décembre 1619.
En octobre 1655, il soigne le roi alors à Fontainebleau. Dans ses Lettres, Gui Patin, docteur en médecine de la Faculté de Paris (il fut doyen de la Faculté de médecine de Paris en 1650-1651, mort en 1672), écrit : « Je viens d'apprendre que le Mazarin, dès qu'il fut arrivé à Fontainebleau renvoya Guénault à Paris, ne trouvant pas le roi suffisamment malade pour avoir tant de médecins; joint qu'il ne veut pas avoir créance en celui-ci, tant [parce] qu'il est une créature du prince de Condé, qu'à cause de l'antimoine, et de ce que Guénault est un homme scélérat et dangereux auquel il ne faut pas se fier. La reine l'avait fait venir, se souvenant qu'il avait vu le roi en sa petite vérole, avec Vaultier, il y a huit ans. Aujourd'hui le Mazarin défend Vallot, et tâche de le remettre aux bonnes grâces du roi et de la reine, en disant qu'il n'a rien fait que par son ordre : c'est qu'on lui faisait prendre des eaux de Forges, sous ombre de le rafraîchir, afin de l'empêcher d'aller à la chasse, et que personne ne lui parlât en l'absence du Mazarin, tandis qu'il était à La Fère ».
Comme l'écrit Vallot à l'occasion de cette maladie du roi dans le Journal : « ... pour faire connaître que les premiers médecins sont toujours fort enviés des autres, et particulièrement de ceux qui sont en passe d'aspirer à une si belle dignité ».

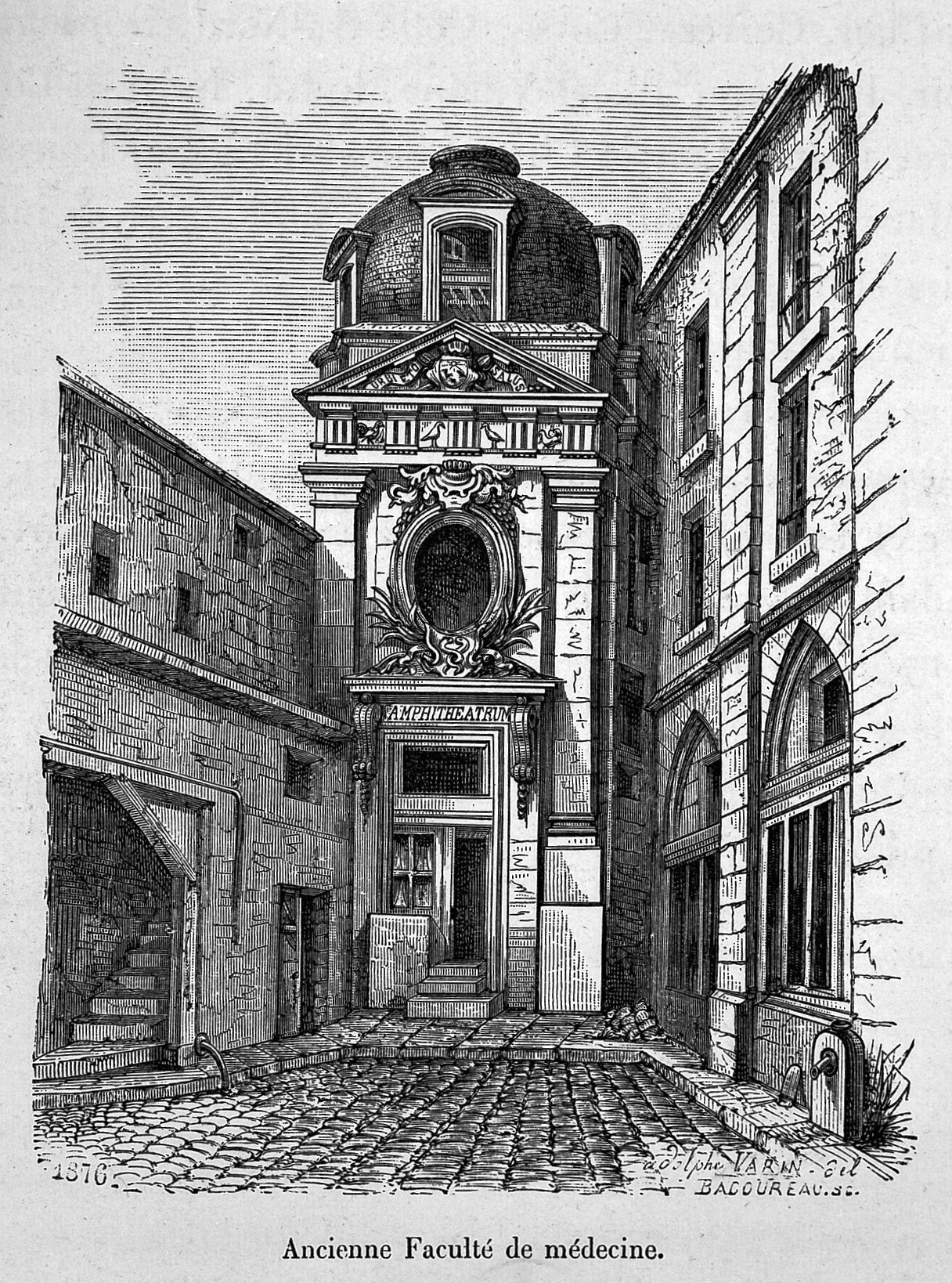
Porte de l'ancienne Faculté de Médecine de Paris

Il eut l'occasion en 1658, de traiter une maladie du roi à Calais, où ses qualités de médecin praticien brillèrent et où il guérit le roi en lui prescrivant du vin émétique, préparation d'antimoine. Vallot, comme Vaultier et les médecins de la faculté de Montpellier, était partisan de la médecine chimique, tandis que Gui Patin et les médecins de la Faculté de médecine de Paris étaient partisans de la médecine galénique.
Cela vaudra à Vallot, comme cela avait été le cas de Vaultier, la haine et les sarcasmes de Gui Patin favorable aux saignées : « Ç'a été une fièvre continue-putride qui avait besoin seulement de la saignée et d'une diète rafraîchissante, avec de légers purgatifs, sans aucun besoin de vin émétique, comme ils publient qu'on lui a donné. S'il en a pris, apparemment ils ne lui en auront pas donné plus d'une once dissoute dans quelque infusion de séné. Et ce que notre maître Guénaut a fait mettre dans la Gazette de son ami Renaudot, n'a été que pour canoniser ce poison, et que les charlatans appellent un remède précieux, et qu'on pourrait plus véritablement appelé pernicieux ».
Devant le succès du vin émétique contre la maladie du roi, la Faculté de médecine de Paris s'est réunie sous la présidence du doyen François Le Vignon (mort le 2 août 1676), cent deux  médecins étaient présents, et par quatre-vingt-douze voix contre huit, vota le 16 février 1666 qu'elle était « d'advis de mettre le vin émétique entre les remèdes purgatifs », et les huit autres présents votèrent que c'était un venin. Gui Patin était probablement parmi les huit autres. Le décret rendu par la Faculté fut transmis au Parlement de Paris, et par un arrêt du 10 avril permit à tous docteurs médecins, de se servir du vin émétique pour les cures des maladies, d'en prescrire et disputer, annulant un arrêt de la faculté pris contre l'usage de l'antimoine le 3 août 1566.
En mai 1668, des Lettres d’anoblissement sont accordées par Louis XIV à Antoine Vallot.
Arrêt du Conseil d'État du Roi du 18 août 1668 confirmant celui du 6 décembre 1667 et l'ordonnance du mois de mars 1656 indiquant qu'il ne pourra être pourvu aux vacances des chaires de professeurs en médecine de toute faculté que par le Roi, sur la proposition du Chancelier, du doyen et des professeurs de la Faculté et sur l'avis du Premier médecin du Roi.
Si ses médecines furent en général heureuses, on lui reprocha la mort d'Henriette-Marie de France en 1669, femme du roi Charles Ier et fille d'Henri IV. Gui Patin qui détestait Vallot a écrit sur cette mort : « Les charlatans tâchent avec leurs remèdes chimiques de passer pour habiles gens et plus savants que les autres ; mais s'y trompent bien souvent, et, au lieu d'être médecins, ils deviennent empoisonneurs. » Et il ajoute une épigramme qui, dit-il, court contre Vallot :
Le croiriez-vous, race future,

Que la fille du grand Henri

Eût, en mourant, même aventure

Que feu son père et son mari.

Tous trois sont morts par assassins :

Ravaillac, Cromwell et médecin.

Henri, d'un coup de bayonnette,

Charles finit sur le billot,

Et maintenant meurt Henriette,

Par ignorance de Vallot.

À la mort de Belleval, chancelier de la Faculté de Montpellier, Vallot fut nommé pour le remplacer. Cela lui permit de désigner aux régences vacantes sans cesser son service auprès du roi. Cela vaudra le commentaire de Gui Patin : « Habenti dabitur, ainsi la fortune de la Cour fait tout ». D'autres commentateurs l'ont accusé d'avoir demandé à être rémunéré par ceux qui voulaient être nommés à ces postes.
Vallot, de constitution délicate, a de fréquents accès d'asthme accompagnés de crachements de sang.
Sa mort lui a valu comme oraison funèbre de son impitoyable ennemi Gui Patin dans une lettre à Falconet : « Vallot est au lit, fort pressé de son asthme; peu s'en fallut qu'il n'étouffât avant-hier au soir, mais il fut délivré par une copieuse saignée ; il a reçu l'extrême-onction, c'est pour lui rendre les genoux plus souples pour le grand voyage qui lui reste à faire. Il n'a été qu'un charlatan en ce monde mais je ne sais ce qu'il fera dans l'autre, s'il n'y vient cireur de noir à noircir, ou de quelqu'autre métier où on puisse gagner beaucoup d'argent, qu'il a toujours extrêmement aimé. Pour son honneur, il est mort au Jardin Royal, le 9 août, à six heures de l'après-midi ; on ne l'a point vu mourir, et on l'a trouvé mort en son lit. »
La fortune d'Antoine Vallot était en effet importante à sa mort. Aucun de ses fils ne fut médecin : l'aîné fut conseiller au Grand Conseil, le deuxième, évêque de Nevers (28 août 1667-3 septembre 1705), le troisième, chanoine à Notre-Dame de Paris, le quatrième, capitaine aux gardes. Ses trois filles furent religieuses.

### Surintendant du Jardin du roi

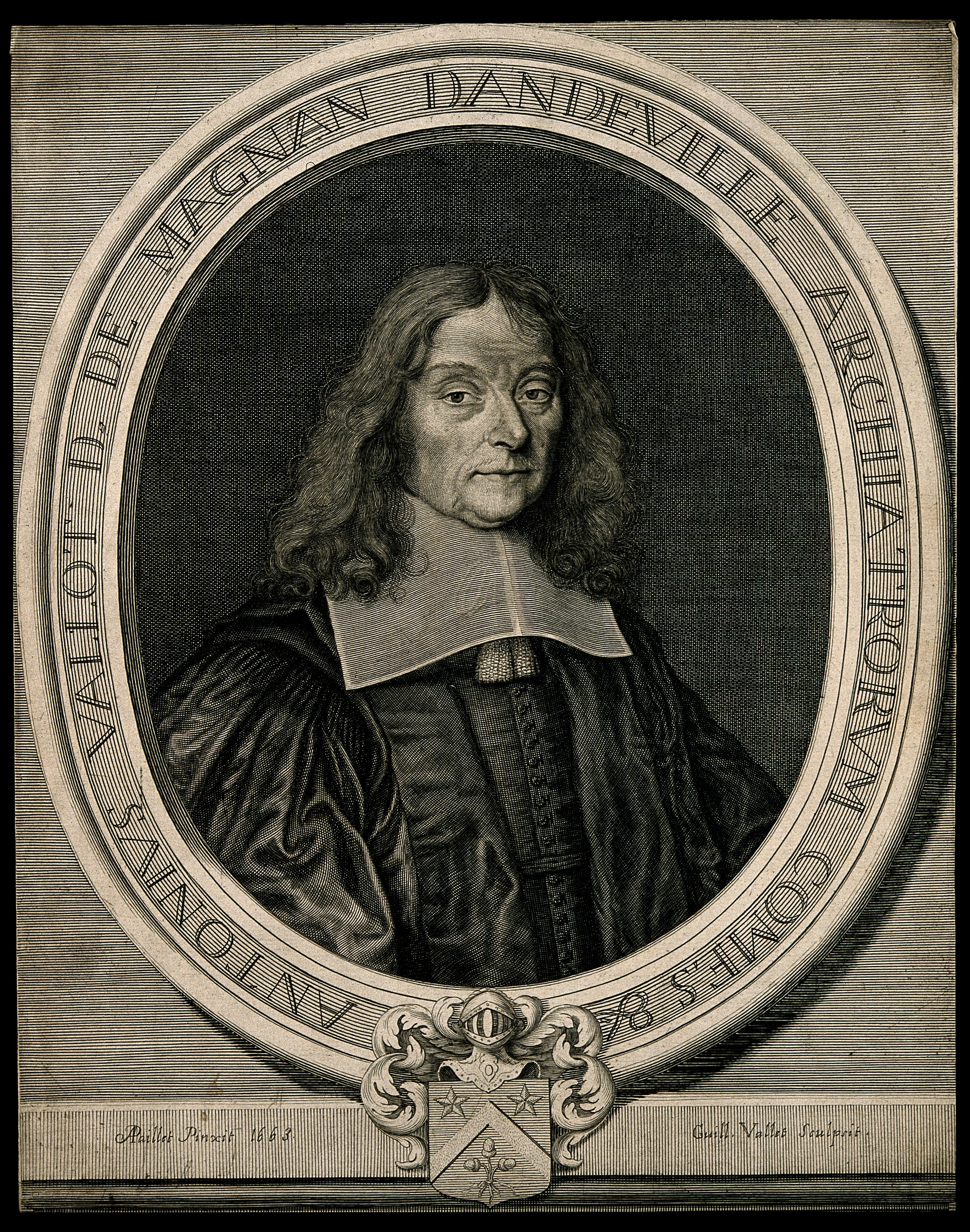
Antoine Vallot, gravure de A. Paillet, 1663.

Comme premier médecin du roi, Vallot était responsable du Jardin du roi, à Paris. Mais il se trouvait qu'à la mort de Vaultier, l'imbroglio de la charge de surintendant du Jardin du roi n'était pas encore réglé.
En effet, à la mort du roi Louis XIII, son médecin, Charles Bouvard était surintendant du Jardin royal. Son crédit avait permis de faire nommer son gendre, Jacques Cousinot, comme premier médecin de Louis XIV, mais il avait réservé la surintendance du Jardin du roi pour son fils par lettre du 18 décembre 1643. Bouvard père et fils occupaient encore la fonction de surintendant quand Vautier (ou Vaultier) devint premier médecin. Deux arrêts du Conseil du roi, le 14 juillet 1646 et le 28 mars 1647, donnèrent raison à Vaultier, mais Bouvard père et fils restèrent en place. Ce ne fut qu'en 1658, après la mort de Charles Bouvard, que son fils laissa sa place de surintendant du Jardin royal.
Antoine Vallot devenu surintendant du Jardin royal entreprit alors d'en augmenter les collections et d'attirer des scientifiques et praticiens les plus compétents.
Il confia la place de démonstrateur en botanique à Vespasien Robin, et à la mort de celui-ci survenue en 1663, il la donna à Denis Joncquet, un des médecins les plus instruits dans la science des plantes à l'époque.
Antoine Vallot ayant eu connaissance des talents de Pierre Magnol en botanique, il envoya Denis Joncquet à Montpellier pour le rencontrer et discuter avec lui des améliorations à faire au Jardin royal. Joncquet revint si enchanté de cette rencontre que Vallot obtint pour Pierre Magnol le titre honorifique de médecin royal le 12 décembre 1663.

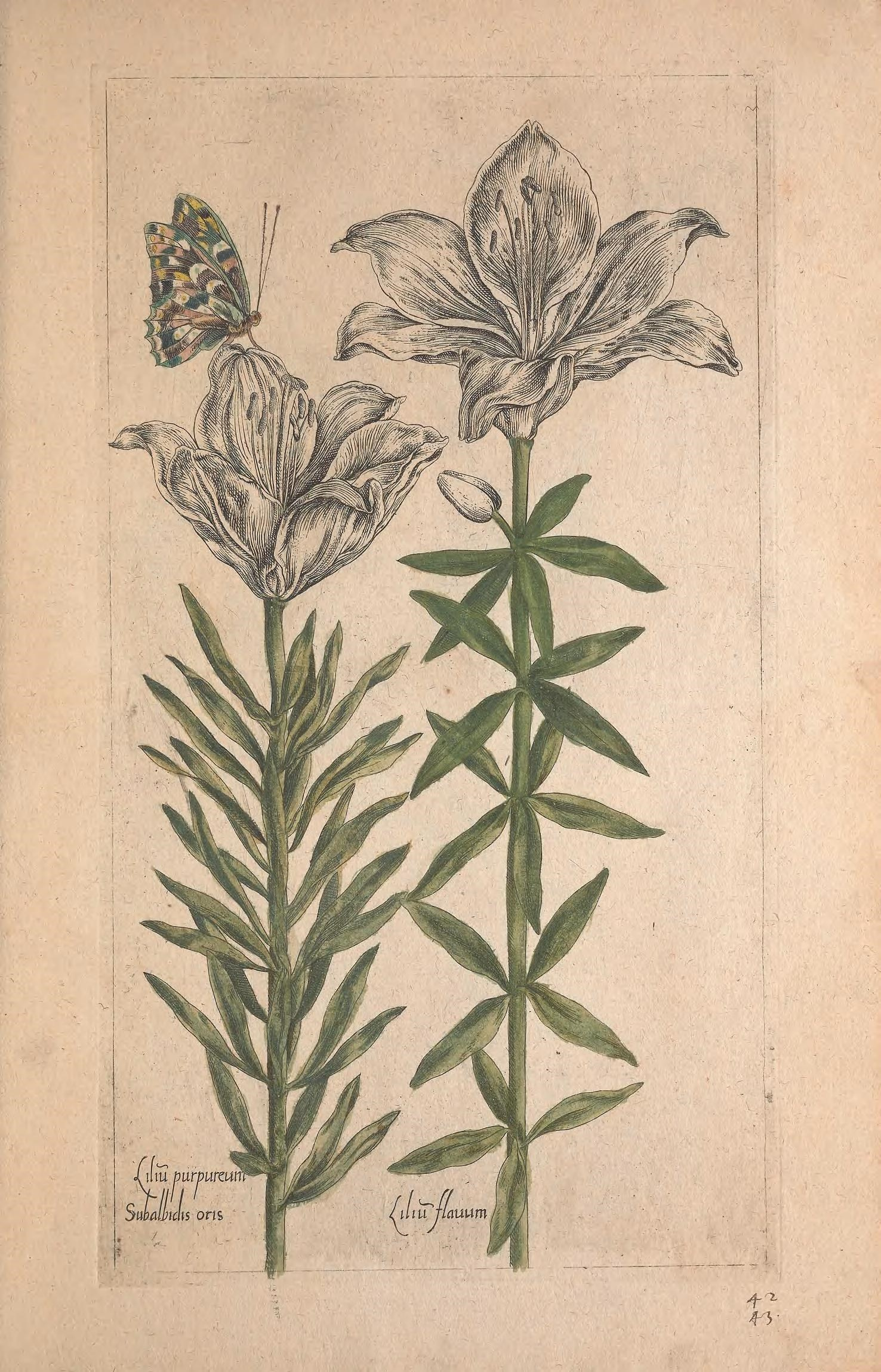
Le Jardin du Roy tres chrestien, par Louis Vallet

En 1664, il demanda au jeune Guy-Crescent Fagon, petit-neveu de Guy de La Brosse, fondateur du Jardin du roi, de parcourir le Midi de la France, les Alpes et les Pyrénées, et de repeupler le jardin que la négligence ou la mauvaise volonté des  Bouvard avait laissé dépérir. Il recommanda Fagon à Pierre Magnol à l'occasion de ce voyage. Il demanda à d'autres voyageurs de lui faire parvenir des plantes. 
Dans la dédicace au roi du catalogue du Jardin auquel il a donné le titre de Hortus Regius, il écrit : « J'espère augmenter le nombre de vos plantes de plus de deux mille des plus rares et des plus curieuses de la terre, dont une bonne partie nous sera bientôt envoyée des deux extrémités du monde, sous les auspices de Votre Majesté, par le moyen de cette belle et généreuse navigation qu'elle a voulu si glorieusement entreprendre en faveur de ses peuples et pour étendre la grandeur de son nom ».
Joncquet a écrit l'épître au lecteur de ce catalogue dans lequel il explique tout ce qui a été fait et tout ce que le premier médecin propose de faire pour faire du Jardin royal le plus utile et le premier jardin du monde. Fagon a ajouté un poème en vers latins faisant la louange de Vallot, le restaurateur du Jardin royal.
Il confia le poste de démonstrateur de chimie au Jardin royal à Nicaise (ou Nicolas) Le Febre (ou Le Fèvre). En 1660, il fait paraître un Traité de la chymie qu'il dédicaça à Antoine Vallot. En effet Vallot, au contraire de la Faculté de Médecine de Paris et de Gui Patin, était favorable aux remèdes chimiques. Nicolas Le Fèvre étant protestant, il préféra suivre le roi Charles II en Angleterre et devint membre en 1663 de la Royal Society.
À la mort de Denis Joncquet, survenue le 6 septembre 1671, Fagon devint démonstrateur de botanique. Il était déjà démonstrateur de chimie, et depuis 1668, médecin ordinaire de la maison du roi.

### Famille et descendance
Aucun de ses fils ne fut médecin : l'aîné fut conseiller au Grand Conseil, le deuxième, évêque de Nevers (28 août 1667-3 septembre 1705), le troisième, chanoine à Notre-Dame de Paris, le quatrième, capitaine aux gardes. Ses trois filles furent religieuses.

## Publications
- Vallot, d'Aquin, Fagon - Journal de santé du roi Louis XIV de l'année 1647 à l'année 1711, avec introduction, notes, réflexions critiques et pièces justificatives par J. A. Le Roi - Paris - Auguste Durand, éditeur - 1862  (BNF Gallica)